# 大道寺慶男

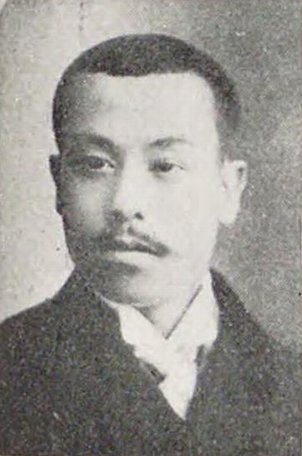
大道寺慶男

大道寺 慶男（だいどうじ よしお、1872年（明治5年）5月 - 1962年（昭和37年）2月22日）は、日本の衆議院議員（立憲政友会→政友本党）。弁護士。

## 経歴
三重県名賀郡比奈知村（現在の名張市）出身。1897年（明治30年）、日本法律学校（現在の日本大学）を卒業。判事検事登用試験に合格し、司法官試補・検事代理を務めた。のち岐阜市に弁護士事務所を開業し、岐阜弁護士会長に選出された。
1920年（大正9年）、第14回衆議院議員総選挙に出馬し、当選を果たした。